# Canon de 65 mm modèle 1891
Le canon de 65 mm modèle 1891 est un canon naval anti-destroyers construit à la fin du XIXe siècle afin d'équiper les cuirassés et les croiseurs cuirassés de la Marine française. Il est ensuite utilisé comme canon antichar dans la ligne Maginot, durant la Seconde Guerre mondiale.

## Utilisation
Le canon de 65 mm modèle 1891 est conçu comme arme anti-destroyer, avant que ce ne soit le rôle dévolu au canon de 75 mm modèle 1908. Il équipe ainsi les cuirassés, tels le Brennus ou le Charles Martel, les croiseurs, tels le Dupuy-de-Lôme ou ceux de la classe Amiral Charner et les contre-torpilleurs tels ceux des classes Dunois et Durandal.
À partir de 1933 il est réformé de la marine, considéré comme inefficace contre les nouveaux blindages. Les canons démontés et les stocks de munitions sont alors cédés au ministère de la Guerre qui va s'en servir pour équiper des positions de campagne dans les intervalles de la ligne Maginot. 46 d'entre eux sont ainsi utilisés sur des plateformes posées dans des cuves bétonnées comme canons antichar, avec une efficacité comparable à celle du canon de 75 mm modèle 1897.